# HMS Howe (1940)
HMS Howe (Корабль Его Величества «Хау») — британский линейный корабль, последний в серии из пяти британских линкоров типа «Кинг Джордж V».
«Хау» был заложен 1 июня 1937 и спущен на воду 9 апреля 1940. Линкор был первоначально назван «Битти», но имя было изменено на «Хау» в честь адмирала Ричарда Хау. Введён в строй 29 августа 1942. Как и его систершип «Ансон», «Хау» провёл большую часть службы в Арктике, обеспечивающей прикрытие арктических конвоев идущих в СССР.
В 1943 «Хау» принял участие в операции «Хаски», поддерживая вторжение союзнических войск на Сицилии. Наряду с «Кинг Джордж V», «Хау» сопровождал два итальянских линкора в Александрию. Позже был направлен в Тихий океан и был включён в оперативную группу 113, где осуществлял военно-морскую бомбардировку Окинавы 1 апреля 1945.
После окончания войны «Хау» провёл четыре года как флагман учебного подразделения в Портленде, прежде чем был выведен в запас в 1950. Линкор был исключён из списков флота в 1957, и продан для разделки в 1958. Полностью разобран к 1961.